# 新布倫特里 (麻薩諸塞州)
新布倫特里（英語：New Braintree）是一個位於美國麻薩諸塞州烏斯特縣的鎮。

## 人口
根據2020年美國人口普查的數據，新布倫特里的面積為54.00平方千米，當中陸地面積為53.60平方千米，而水域面積為0.40平方千米。當地共有人口196人，而人口密度為每平方千米4人。